# Route 433 (Terre-Neuve-et-Labrador)
Pour les articles homonymes, voir Route 433.
La route 433 est une route tertiaire de la province de Terre-Neuve-et-Labrador d'orientation nord-sud située dans le nord de l'île de Terre-Neuve, sur la péninsule Northern. Elle est une route faiblement empruntée, reliant la route 432 à Roddickton et Englee, suivant la rive est de la baie Chimney. Route alternative de la route 432, elle est nommée Cloud Drive, mesure 38 kilomètres, et est une route asphaltée sur l'entièreté de son tracé.

## Communautés traversées
- Roddickton
- Bide Arm
- Englee